# Nadine Njeim
Nadine Wilson Njeim, (نادين ويلسون نجيم) (Maaser El Shouf, 1988), è una modella libanese, incoronata Miss Libano 2007.

## Biografia
Nadine Njeim è nata in Libano dal colonnello Wilson Njeim e dalla signora Therese Khoury Njeim di Maaser El Shouf. Al momento dell'incoronazione era una studentessa di International Business Management.
Grazie alla vittoria del titolo di Miss Libano, Nadine Njeim ha partecipato a Miss Mondo 2007, la cinquantasettesima edizione di Miss Mondo, tenuta presso il Crown of Beauty Theatre, di Sanya, in Cina, il 1º dicembre 2007. La modella si è classificata fra le venti finaliste per la fascia di Miss World Beach Beauty.
Nello stesso anno ha anche preso parte a Miss Universo 2007, il 28 maggio 2007 a Città del Messico.